# Euxoa argillosa
Euxoa argillosa là một loài bướm đêm trong họ Noctuidae.